# Башкортостан (газета)
«Башкортостан» (баш. Башҡортостан) — общественно-политическая газета, издающаяся в городе Уфе (Российская Федерация, Республика Башкортостан). Выходит 5 раз в неделю на башкирском языке. Учредители — Государственное Собрание — Курултай Республики Башкортостан и Правительство Республики Башкортостан. Газета освещает общественно-политические события, происходящие в республике, достижения в различных областях общественной жизни, а также публикует материалы по истории и культуре башкирского народа. Является самой массовой в мире газетой на башкирском языке.

## История газеты
Издаётся с июня 1917 года в городе Оренбурге под названием «Башҡорт иттифаҡи бюроһының мөхбире» («Известия Башкирского областного бюро»). В июле 1917 года переименована в «Башҡорт» («Башкир»). 20 августа 1918 года в результате объединения газет «Башҡорт» и «Башҡорт тауышы» («Голос башкира») Башкирское правительство учредило газету «Башҡортостан хөкүмәтенең теле» («Вестник Правительства Башкортостана»). С 1919 года после объединения с газетой «Башҡурдистан» выходила под названием «Башҡортостан хәбәрҙәре» («Известия Башкортостана»), с 18 февраля по 23 марта 1921 года — «Ҡыҙыл ҡурай» («Красный курай»).
С сентября 1922 года газета издавалась в Уфе под названием «Башҡортостан», с 1937 — «Ҡыҙыл Башҡортостан» («Красный Башкортостан»), с марта 1951 — «Совет Башҡортостаны» («Советская Башкирия»), с октября 1990 года современное название.
С 2001 по 2007 год один раз в месяц издавалось приложение «Новости Нефтекамска» («Нефтекама яңылыҡтары») на башкирском языке.

## Редакторы газеты
- Кульмухаметов, Хисмат Хайруллович (с 1945 по 1950 год)
- Нафиков, Вали Валеевич (с 1958 года)
- Исмагилов, Абдулла Гиниятович (с 1966 года)
- Аюпов, Мансур Анварович (с 1986 года)
- Сагитов, Талгат Нигматуллович (с 1990 года)
- Хисамов, Галим Афзалович  (с 1998 года)
- Кинзябаев, Ралиф Мустакимович (с 1999 года)
- Салимов Ниязбай Булатбаевич (с 2011 года)
- Юлдашбаев, Азамат Рамилевич (с 2015 года)
- Исхаков Вадут Гайфуллович (с июня 2018 года)[2].

## Награды
- Орден Трудового Красного Знамени (1968)[3].